# Shining Tears/光のシルエット
「Shining Tears/光のシルエット」（シャイニングティアーズ/ひかりのシルエット）は、声優・保志総一朗のシングル。2004年11月26日にスターチャイルドから発売された。

## 概要
セガから発売されたPlayStation 2専用のゲームソフト『シャイニング・ティアーズ』オープニングテーマ、また、同作品を原作として2007年にチバテレビなどのUHF局などで放送されたテレビアニメ『シャイニング・ティアーズ・クロス・ウィンド』のオープニングテーマおよびエンディングテーマ。なお、保志自身もゲームおよびアニメ両作品で主人公の声を担当している。
1999年以来およそ5年半ぶりに保志総一朗個人として歌ったシングルであり、個人での歌手活動を滅多にしない保志にとって最大のヒットシングルでもある。
表題曲「Shining Tears」のタイトルは、先述した『シャイニング・ティアーズ』に由来しており、保志自身も好きな曲だとコメントしている。特に気に入っているのは「サビ・パートに入る瞬間」とのこと。

## セールス面・評価など
セガ・ダイレクトによると、総売上枚数は4万枚以上である。オリコンにおいては、週間シングルチャートで自己最高の32位を記録した。

### 『こむちゃっとカウントダウン』でのエピソード
A&Gメディアステーション こむちゃっとカウントダウンの「こむチャート」に「Shining Tears」が2004年11月27日放送分の発表で登場すると、それ以後毎週着実に順位を上げ、2005年1月8日放送分（第118回）で首位を獲得した。これは男性声優かつソロでは、宮本駿一（現Shunn）の『白夜〜True Light〜』以来およそ1年7ヶ月ぶり、史上2人目の首位獲得となった。そして、首位を獲得した2005年1月8日放送分（第118回）から2月26日放送分（第125回）まで8週連続で首位を獲得。「こむチャート」での連続首位（通称「V+数字」）達成は、男性のみのアーティストとしてはポルノグラフィティの『メリッサ』（V4）、プルタブと缶の『Wonderful Days』（V4）に続き史上3人目・4作目。男性ソロとして初めてであった。
同番組で「Shining Tears」が連続首位を獲得する間にはゲスト出演しており、その時点でV6を達成していた（出演終了後にV7を達成）。このことは、先述した事例の判明とともに、植田佳奈から「前代未聞」と評された。なお、登場の際に番組が決めている挨拶を使わずに、自身の挨拶「ぱっぴー」を使用したのを櫻井孝宏に突っ込まれている。
過去に獲得した順位による獲得ポイントでは、2005年に1170ポイントを獲得し同年の年間4位となった。また、通算では男性ソロ・アーティストとしては最高の1440ポイントを獲得している。また、彼以降に男性で首位獲得、V達成の例は多数あるが、男性声優ソロとしての首位獲得は2008年に鈴村健一や宮野真守が達成するまでない。

## 収録曲
1. Shining Tears [5:01]
作詞：近藤ナツコ、作曲・編曲：たかはしごう
  - PlayStation 2専用ゲームソフト『シャイニング・ティアーズ』オープニングテーマ
  - 2007年放送のテレビアニメ『シャイニング・ティアーズ・クロス・ウィンド』オープニングテーマ
2. 光のシルエット [4:07]
作詞：国分友里恵、作曲・編曲：岩本正樹
  - 2007年放送のテレビアニメ『シャイニング・ティアーズ・クロス・ウィンド』エンディングテーマ
3. Shining Tears -Off Vocal Version-
4. 光のシルエット -Off Vocal Version-